# 김광수 (1961년)
김광수(金光洙, 1961년 8월 9일~)는 대한민국의 연예기획자이다. 포켓돌스튜디오 대표이사이다.

## 학력
- 경희대학교 정치경제대학 경영학 학사

## 이력
1988년 GM기획을 설립하면서 대표 및 대주주를 역임했고, 코어콘텐츠미디어 대표였으며 현재 MBK엔터테인먼트의 음반총괄기획이사 및 프로듀서로 재직 중이다.

## 소속
- 2005년 1월 ~ 포이보스 제작이사
- 前 스타뮤직 대표
- 前 맥스MP3 대표
- 1995년 前 GM기획 대표 겸 대주주
- 前 엠넷미디어 컨텐츠제작 본부장
- 前 코어콘텐츠미디어 대표
- 現 MBK엔터테인먼트 음반총괄기획이사 겸 프로듀서
- 現 포켓돌스튜디오 대표이사

## 사건 및 논란
- 2002년 7월 26일 서울지방검찰청(現 서울중앙지방검찰청) 강력부는, 수십억의 공금을 횡령하고 증자대금을 가장하여 납입한 혐의를 밝혀내 잠적한 GM기획 대주주인 김광수의 행방을 추적했다.
- 2003년 4월 4일 서울지방검찰청(現 서울중앙지방검찰청) 강력부(김홍일 부장검사)는 방송사의 고위급 PD 등에게 "자신의 소속사에 소속된 가수를 키워달라."는 청탁 등과 함께 각각 수천만 원을 건넨 혐의를 받고 있는 GM기획 대주주인 김광수가 최근 자수하여 검찰 조사를 받고 있다고 밝혔다.[1]
- 2003년 10월 7일 서울지방검찰청(現 서울중앙지방검찰청) 강력부는, 연예계 비리와 관련해 GM기획 대주주인 김광수에게 사전구속영장을 청구했다. 또한, 서울지방법원(現 서울중앙지방법원)은 GM기획 대주주인 김광수에게 구인장을 발부해 오후 2시쯤 영장실질심사를 벌여 영장 발부 여부를 결정한다고 밝혔다.[2]
- 2003년 10월 8일 서울지방검찰청(現 서울중앙지방검찰청) 강력부는, 연예계 비리와 관련해 사전구속영장이 청구된 GM기획 대주주인 김광수를 배임증재 및 횡령, 배임등의 혐의로 구속했다. 검찰에 따르면, GM기획 대주주인 김광수는 1999년 12월부터 2002년 7월까지 회사공금 46억 4,600만 원을 빼돌려 빌딩 및 주택구입 자금 등으로 횡령했다고 밝혔다.[3]
- 2014년 9월 14일 서울중앙지방검찰청은 금융조세조사1부는 김광수 대표의 기획사 자금 횡령 여부를 수사하고 있다고 밝혔다. 검찰은 김광진 전 현대스위스저축은행 회장으로부터 김광수 대표가 김 전 회장의 아들인 가수 김종욱 씨의 활동 자금 명목으로 40억 원을 받아 이 가운데 20억 원 가량을 개인적으로 횡령했다는 진정을 받아 자금 흐름 등 관련 사실을 확인하고 있다고 설명했다.[4] 다음 날인 2014년 9월 15일, 김광수 대표의 법무법인 광장 측은 "현재 보도되고 있는 여배우와 수상한 돈거래가 있다는 보도는 정상적으로 뮤직비디오 출연료를 지급한 부분을 과장한 것이며, 김광수 대표가 기소되었다는 보도도 전혀 사실이 아니다”라고 해명했으며 2015년 2월 11일, 서울중앙지검 금융조세조사1부(장영섭 부장검사)는 김 대표를 무혐의 처분했다. 검찰은 앨범·뮤직비디오 제작비와 출연료 등 정상적으로 돈을 썼다는 김 대표의 소명에 문제가 없다고 판단,‘혐의 없음'으로 사건을 마무리했다.[5][6]
- 2019년 7월 27일 김광수 대표가 엠넷의 서바이벌 프로그램 투표 조작 사건에 연루되어 수사를 받았다.[7]

## MBK엔터테인먼트 소속 연예인

### 현재 소속 연예인
- 다이아
- 샤넌
- 다니
- 하이브로우
- 박상원
- 김유환
- 이한결
- 남도현

### 이전 소속 연예인
- 터보
- 티아라
- 이효리